# Homalopoltys incanescens
Homalopoltys incanescens är en spindelart som beskrevs av Simon 1895. Homalopoltys incanescens ingår i släktet Homalopoltys och familjen hjulspindlar.
Artens utbredningsområde är Sri Lanka. Inga underarter finns listade i Catalogue of Life.